# Рептиликус (фильм)
«Рептиликус» (Reptilicus) — американо-датский научно-фантастический фильм ужасов режиссёра Сиднея Пинка, снятый в 1961 году.

## Сюжет
В Скандинавии рабочие находят в земле замороженный хвост доисторической рептилии. Хвост отвозят на исследование в Копенгаген, где он с повышением температуры регенерирует в огромного драконоподобного ящера и обретает свободу во время грозы. Сначала чудовище опустошает окрестные фермы, потом прячется в море, а затем нападает на Копенгаген и начинает разрушать город. Армейские силы пытаются уничтожить ящера, однако это не так просто.

## В главных ролях
| Актёр            | Роль                   |
| ---------------- | ---------------------- |
| Бент Мейдинг     | Свенд Вилторфт         |
| Асбьёрн Андерсен | профессор Отто Мартенс |
| Povl Wøldike     | Питер Далби            |
| Энн Смирнер      | Лиз Мартенс            |
| Мими Генрих      | Карен Мартенс          |
| Дирх Пассер      | Питерсен               |
| Марла Беренс     | Конни Миллер           |
| Карл Оттосен     | Марк Грэйсон           |
| Оле Визборг      | капитан Эйнер Брандт   |

## Факты
- Это единственный датский фильм о монстре;
- Марла Беренс снялась только в американской версии фильма;
- В американской версии фильма ящер может выплёвывать зелёную кислоту.